# Yasuo Ichikawa

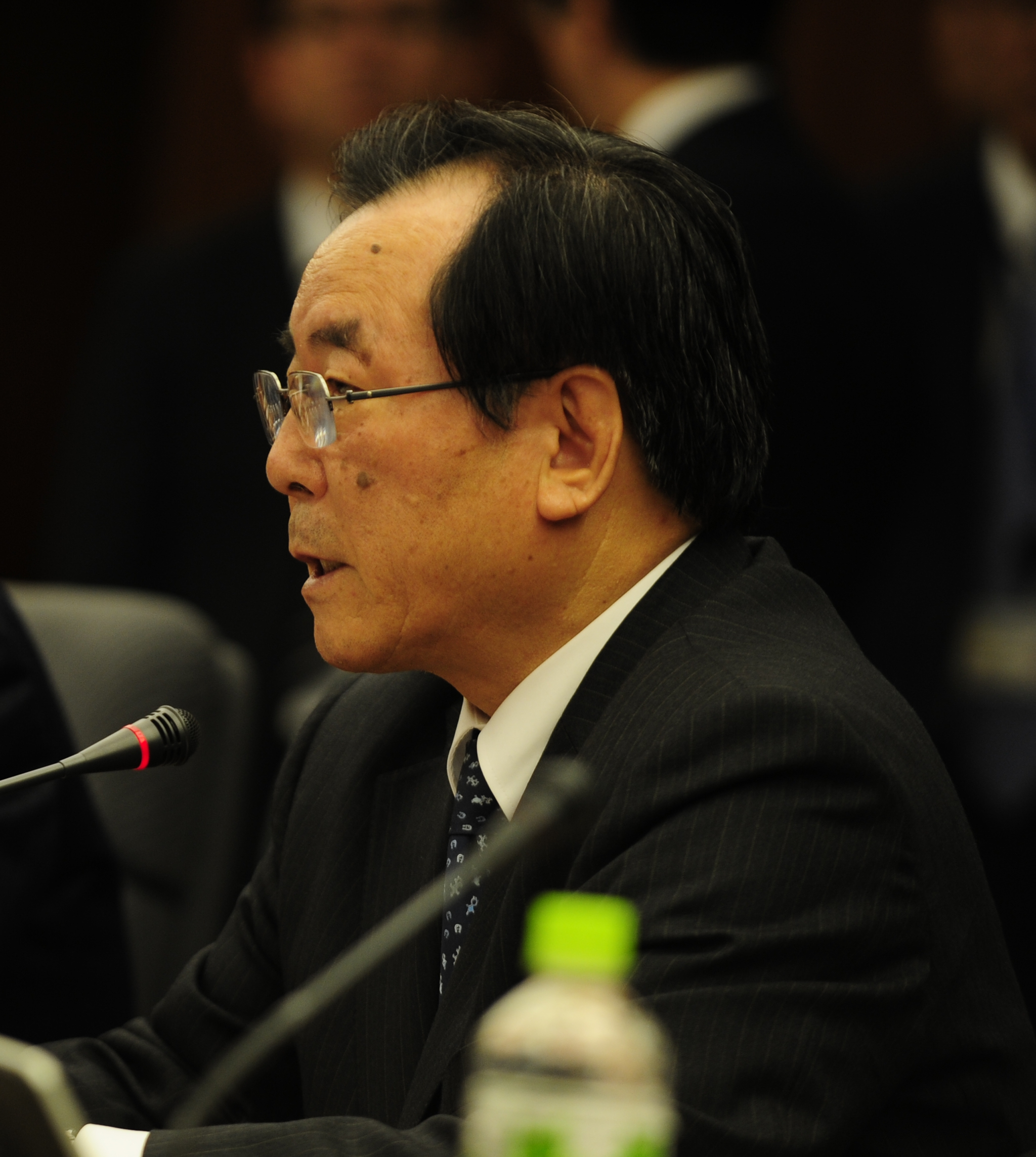
Yasuo Ichikawa bei einem Treffen mit US-Verteidigungsminister Leon Panetta am 25. Oktober 2011 in Tokio

Yasuo Ichikawa (jap. 一川 保夫, Ichikawa Yasuo; * 6. Februar 1942 in Komatsu, Präfektur Ishikawa) ist ein japanischer Politiker. Er war Abgeordneter im Präfekturparlament Ishikawa und in beiden Kammern des nationalen Parlaments, zuletzt für die Demokratische Partei (Ozawa-Gruppe), und von 2011 bis 2012 Verteidigungsminister im Kabinett.
Ichikawa, der Sohn eines Präfekturparlamentsabgeordneten, studierte an der agrarwissenschaftlichen Fakultät der Universität Mie und wurde anschließend Beamter im Landwirtschaftsministerium. 1990 beendete er seine Beamtenlaufbahn und folgte seinem Vater ins Parlament der Präfektur Ishikawa, in dem er für die Liberaldemokratische Partei (LDP) zwei Amtsperioden saß. 1993 schloss er sich der Erneuerungspartei von Ichirō Ozawa und Tsutomu Hata an. Bei der Shūgiin-Wahl 1996 kandidierte er für die Neue Fortschrittspartei im neuen Einmandatswahlkreis Ishikawa 2, dem Wahlkreis von Yoshirō Mori. Er verlor zwar, wurde aber über den Verhältniswahlblock Hokuruku-Shin’etsu gewählt, 2000 für die Liberale Partei und 2003 für die Demokratische Partei wiedergewählt. 2005 unterlag er im Wahlkreis zum vierten Mal Yoshirō Mori und verfehlte angesichts des insgesamt schlechten Abschneidens der Demokraten auch die Wiederwahl im Block.
Bei der Sangiin-Wahl 2007 kandidierte Ichikawa in Ishikawa für die Nachfolge von Tetsuo Kutsukake (ehemals Liberaldemokrat, nun Demokrat), der nicht erneut kandidierte. Ichikawa gewann mit rund viertausend Stimmen Vorsprung auf den ehemaligen Präfekturparlamentsabgeordneten Tomitarō Yata (LDP) und zog damit für sechs Jahre ins Sangiin ein. Dort war er unter anderem Vorsitzender des Katastrophenausschusses. In der Demokratischen Partei führt er seit 2010 den Präfekturverband Ishikawa.
Im September 2011 berief ihn der dritte Demokratische Premierminister Yoshihiko Noda als Verteidigungsminister in sein Kabinett. Zum Amtsantritt bezeichnete er sich als Amateur in sicherheitspolitischen Fragen, was ein Beleg für das Funktionieren der verfassungsmäßig festgeschriebenen zivilen Kontrolle über die Selbstverteidigungskräfte sei; die Opposition reagierte mit Rücktrittsforderungen. Im November blieb er einem Empfang des Kaiserlichen Hofes für das bhutanische Königspaar fern, um bei einer Parteiveranstaltung politische Spenden zu sammeln. Nach mehreren umstrittenen Äußerungen im November und Dezember 2011 im Zusammenhang mit der US-Militärpräsenz in Okinawa verabschiedete das Sangiin im Dezember 2012 eine rechtlich nicht zum Rücktritt zwingende „Rügeresolution“ (monseki ketsugi). Im Januar 2012 wurde er bei einer Kabinettsumbildung durch Naoki Tanaka (ebenfalls Ozawa-Gruppe) ersetzt. Kurz darauf wurde er Generalsekretär der Sangiin-Fraktion der Demokratischen Partei.
Bei der Sangiin-Wahl 2013 unterlag Ichikawa deutlich dem Liberaldemokraten Shūji Yamada. 2014 kandidierte er wieder für das Shūgiin, aber nur bei der Verhältniswahl im Block Hokuriku-Shin’etsu auf dem den Doppelkandidaten nachgeordneten Platz 14 der demokratischen Liste – aussichtslos: nur zwei der Doppelkandidaten gewannen ihre Wahlkreise und bei der Verhältniswahl gewannen die Demokraten drei Sitze.